# Marche
Marche este o regiune în mijlocul Italiei, cu cinci provincii: Ancona, Ascoli Piceno, Fermo, Macerata și Pesaro e Urbino.
Marche se află pe malul Mării Adriatice, între regiunile Abruzzo și Emilia-Romagna. Lanțul Munților Apenini separă regiunea de Umbria învecinată, cu care are însă foarte multe în comun: ambele se află într-una dintre cele mai active zone din sudul Europei din punct de vedere seismic.